# August Seydler
August Johann Friedrich Seydler (* 1. Juni 1849 in Senftenberg, Königgrätzer Kreis, Böhmen; † 22. Juni 1891 in Prag) war ein böhmischer Physiker und Astronom.

## Leben
Nachdem er das Studium der Philosophie beendet hatte, trat Seydler 1870 eine Stelle als Assistent an der Prager Sternwarte an, 1872 wurde er zum Adjunkten befördert. An der Karls-Universität habilitierte er sich gleichzeitig als Privatdozent für Mathematische Physik. 1882 wurde er zunächst außerordentlicher, 1885 ordentlicher Professor der Mathematischen Physik und der Astronomie an der neu gegründeten böhmischen Universität in Prag.
Neben zahlreichen physikalischen Abhandlungen verfasste Seydler insbesondere ein zweibändiges Werk über Theoretische Physik in tschechischer Sprache (einen dritten Band konnte er nicht mehr vollenden).
Auf astronomischem Gebiet befasste sich Seydler mit Bahnberechnungen von Kleinplaneten und Kometen, er veröffentlichte aber auch theoretische Untersuchungen wie etwa Über das Vierkörperproblem, Beiträge zum Zwei- und Dreikörperproblem oder Beiträge zur Lösung des Kepler’schen Problems. Seydler gründete 1886 das Astronomische Institut der böhmischen Universität.
Nach ihm wurde der Asteroid (6586) Seydler benannt. Im Jahr 1885 wurde er zum Mitglied der Leopoldina gewählt.